# Mariano José de Larra
Mariano José de Larra (pseudonym Fígaro, 24. března 1809 Madrid – 13. února 1837 tamtéž) byl španělský romantický prozaik, známý pro své satiry.

## Biografie
Narodil se v Madridu, jeho otec byl frankofil, sloužil jako vojenský lékař ve francouzské armádě v roce 1812 z politických důvodů opustil Španělsko. Larra se vrátil v roce 1817, v té době uměl lépe francouzsky než španělsky. Byl vzpurný, jeho vzdělání bylo neúplné, po marných pokusech vystudovat lékařství nebo práva se ve dvaceti letech neuváženě oženil, přerušil své styky a stal se novinářem.
27. dubna 1831 uvedl svou první hru, nazvanou No más mostrador, založenou na dílech soudobých francouzských dramatiků. Přes malou originalitu byla tato hra velmi populární. 24. září 1834 uvedl hru Macías, založenou na vlastním historickém románu, jménem El doncel de don Enrique el Doliente (1834).
Larra byl především novinář a zvětšení svobody tisku po smrti krále Ferdinanda VII. mu umožnilo jeho satirický talent plně rozvinout. Užíval pseudonymy, pod kterými se jako autor satirických črt brzy stal slavným a populárním. Jeho satiry hájily liberalismus. Později byl zvolen poslancem, nicméně vojenský puč mu zničil kariéru. Jeho díla byla stále pochmurnější, rodinné problémy prohloubily jeho pesimismus, nakonec v důsledku nešťastné lásky spáchal v únoru 1837 sebevraždu.
- Seznam děl v Souborném katalogu ČR, jejichž autorem nebo tématem je Mariano José de Larra